# Vanuatu op de Olympische Zomerspelen 2020
Vanuatu nam deel aan de Olympische Zomerspelen 2020 in Tokio, Japan. Er werden op deze spelen van 23 juli tot en met 8 augustus 2021 geen medailles behaald door deelnemers uit Vanuatu. Er deden drie mannelijke deelnemers mee, verdeeld over drie verschillende sporten.

## Atleten
Onderstaande lijst van aantal deelnemers aan de verschillende onderdelen op deze Olympische Spelen:
| Sport       | mannen | vrouwen | Totaal |
| ----------- | ------ | ------- | ------ |
| Judo        | 1      | 0       | 1      |
| Roeien      | 1      | 0       | 1      |
| Tafeltennis | 1      | 0       | 1      |
| Totaal      | 3      | 0       | 3      |

## Deelnemers en resultaten

### Judo
Mannen
| atleet     | onderdeel | eerste ronde         | tweede ronde         | derde ronde          | kwartfinale          | halve finale         | herkansing           | finale / BM          | finale / BM    |
| atleet     | onderdeel | tegenstander uitslag | tegenstander uitslag | tegenstander uitslag | tegenstander uitslag | tegenstander uitslag | tegenstander uitslag | tegenstander uitslag | rang           |
| ---------- | --------- | -------------------- | -------------------- | -------------------- | -------------------- | -------------------- | -------------------- | -------------------- | -------------- |
| Hugo Cumbo | −81 kg    | bye                  | Boltaboev V 00–10    | niet geplaatst       | niet geplaatst       | niet geplaatst       | niet geplaatst       | niet geplaatst       | niet geplaatst |

### Roeien
Mannen
| atleet  | onderdeel | series  | series | herkansingen | herkansingen | kwartfinale | kwartfinale | halve finale | halve finale | finale  | finale |
| atleet  | onderdeel | tijd    | rang   | tijd         | rang         | tijd        | rang        | tijd         | rang         | tijd    | rang   |
| ------- | --------- | ------- | ------ | ------------ | ------------ | ----------- | ----------- | ------------ | ------------ | ------- | ------ |
| Rio Rii | skiff     | 8.00,98 | 6 H    | 8.17,00      | 3 HE/F       | bye         | bye         | 8.19,99      | 3 FF         | 7.49,82 | 30     |

Legenda: FA=finale A (medailles); FB=finale B (geen medailles); FC=finale C (geen medailles); FD=finale D (geen medailles); FE=finale E (geen medailles); FF=finale F (geen medailles); HA/B=halve finale A/B; HC/D=halve finale C/D; HE/F=halve finale E/F; KF=kwartfinale; H=herkansing

### Tafeltennis
Vrouwen
| atlete       | onderdeel | voorronde            | eerste ronde         | tweede ronde         | derde ronde          | vierde ronde         | kwartfinale          | halve finale         | finale / BM          | finale / BM    |
| atlete       | onderdeel | tegenstander uitslag | tegenstander uitslag | tegenstander uitslag | tegenstander uitslag | tegenstander uitslag | tegenstander uitslag | tegenstander uitslag | tegenstander uitslag | rang           |
| ------------ | --------- | -------------------- | -------------------- | -------------------- | -------------------- | -------------------- | -------------------- | -------------------- | -------------------- | -------------- |
| Yoshua Shing | enkelspel | bye                  | Cifuentes V 0 - 4    | niet geplaatst       | niet geplaatst       | niet geplaatst       | niet geplaatst       | niet geplaatst       | niet geplaatst       | niet geplaatst |